# کاردینال ریشلیو
آرمان ژان دو پلسی دو ریشلیو (به فرانسوی: Armand Jean du Plessis de Richelieu)‏(۱۵۸۵–۱۶۴۲) یا کاردینال ریشلیو که به نام عالیجناب سرخ‌پوش (به فرانسوی: L'Eminence rouge) شناخته می‌شود، بزرگ‌زاده، سیاستمدار و روحانی فرانسوی بود. او به عنوان یک اسقف در (۱۶۰۷) تقدیس داده شد. ریشلیو به زودی در کلیسای کاتولیک و دولت فرانسه پیشرفت کرد و در سال (۱۶۲۴) یک کاردینال شد و در سال (۱۶۲۴) نیز به عنوان صدر اعظم لوئی سیزدهم و نخستین صدراعظم فرانسه انتخاب شد و تا زمان مرگش در سال (۱۶۴۲) در این مقام باقی ماند. در مقام صدارت‌اعظم، کاردینال ریشلیو با تأثیرگذاری در جنگ سی ساله ابزارهای لازم برای کنش مؤثر فرانسه در عرصه بین‌الملل را فراهم آورد و فرانسه را به ضامن آزادی‌های شاهزاده‌نشین‌های آلمانی تبدیل کرد. پس از درگذشت ریشلیو، مقام صدرات اعظمی فرانسه به شاگرد ایتالیایی وی مازارن رسید.

## در ادبیات

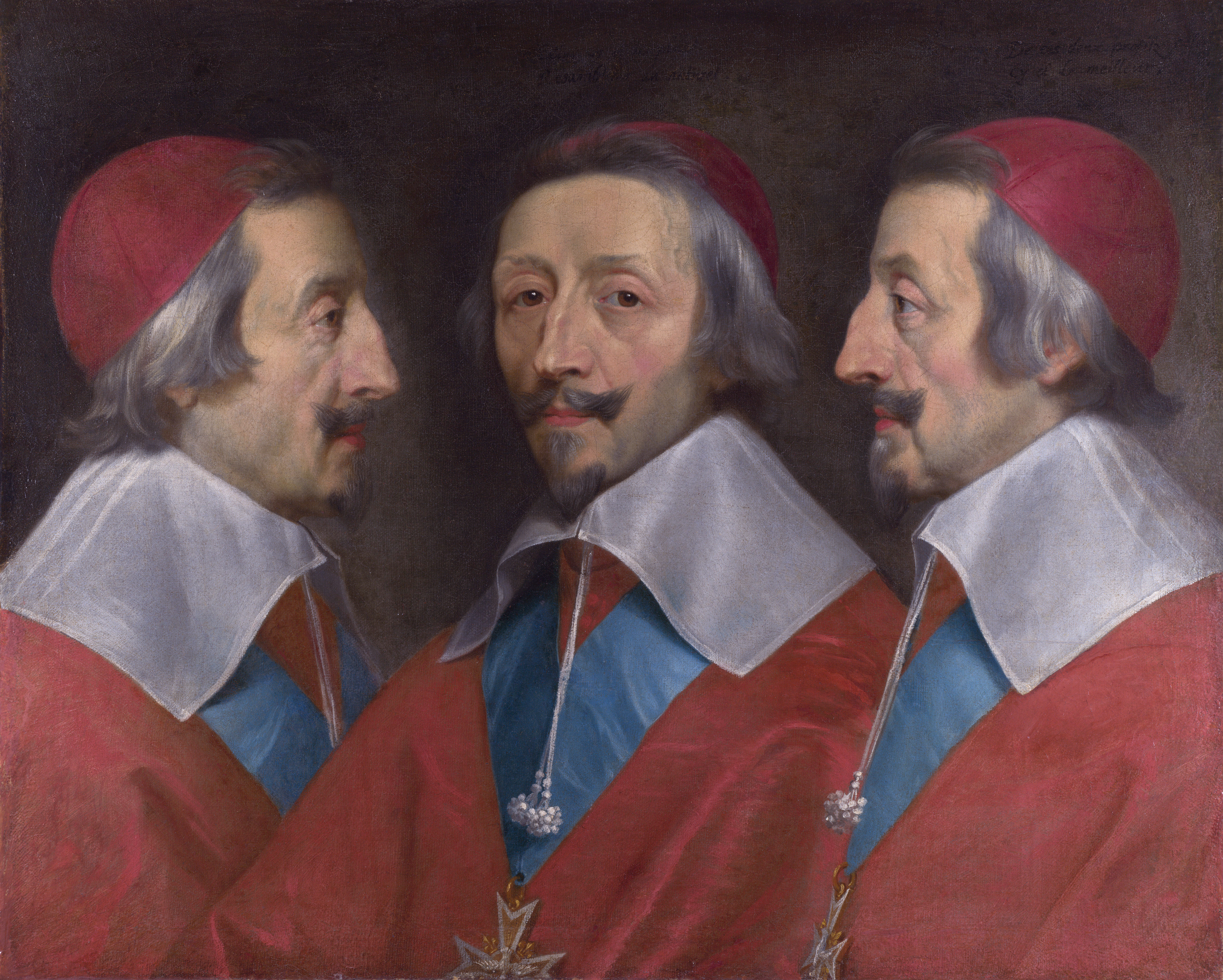
پرتره‌ای از سه زاویه از کاردینال ریشلیو، اسقف اعظم کلیسای کاتولیک و صدراعظم فرانسه در دوران لوئی سیزدهم، اثر فیلیپ دو شامپانی. کاردینال ریشلیو به زیرکی و کارآمدی مشهور بود و جملهٔ «قلم از شمشیر بران‌تر است»، نقل قولی است مشهور از وی. او همچنین یکی از شخصیت‌های اصلی رمان سه تفنگدار نوشته الکساندر دوما است. این نگاره اکنون در مالکیت نگارخانه ملی لندن قرار دارد.

در مورد کارآمدی و زیرکی وی داستان‌ها سراییده شده و در بسیاری داستان‌های نقل شده از این دوره نقش منفی را برعهده دارد. او و ماری مدیچی، مادر شاه جوان در جنگی دایمی برای قدرت به سر می‌بردند.
در فرانسهٔ سدهٔ هفدهم میلادی بدو لقب عالیجناب سرخ‌پوش داده‌بودند. کاردینال ریشلیو یکی از شخصیت‌های اصلی رمان سه تفنگدار نوشته الکساندر دوما است.
اکبر گنجی کتاب عالیجناب سرخپوش را با الهام از وی که همواره ردایی سرخ بر تن داشته است نامگذاری نموده است.

## پیوندهای وابسته
- عالیجناب خاکستری پوش
- عالیجناب سرخپوش و عالیجنابان خاکستری